# João Xavier Teles de Meneses
D. João Xavier Fernão Teles de Meneses Castro e Silveira, mais conhecido apenas como D. João Xavier Teles de Meneses, 5.º conde de Unhão, foi um militar português.

## Biografia
Em 1718, já possuía a função de Governador das Armas do Reino do Algarve, mas só tomou posse deste cargo em 28 de Maio de 1720.
Em 1726, fundou a Ordem Terceira de Nossa Senhora do Carmo, no Convento de Nossa Senhora do Carmo, em Lagos. Ordenou igualmente a reedificação da Igreja de Santa Bárbara, sobre o Arco de São Gonçalo, na mesma cidade.
Em 1742, regressou à corte, deixando de exercer como Governador.
Era pai de José Xavier Teles de Castro e Silveira.

## Homenagens
Em 18 de Fevereiro de 1987, o seu nome foi colocado numa rua da Freguesia de Santa Maria, em Lagos.